# あまや座
あまや座（あまやざ）は、茨城県唯一のミニシアターである。映画監督・俳優・スタッフの舞台挨拶が月に1回程度の頻度で開催されている。通好みなラインナップが多い。

## 歴史
代表（支配人）の大内靖は、JR水郡線の上菅谷駅に新しい街を作ろうという有志団体「一般社団法人カミスガプロジェクト」という団体に所属しており、元々映像制作をしていたのもあってプロジェクトのメンバーとカミスガフィルムクリエイト(KFC)を立ち上げ映画を制作していた。
そんな中、瓜連に店舗を構えていたスーパーマーケット「スーパーあまや」（以下、「あまや」）が閉店。同店の社長がカミスガプロジェクトに対し跡地を街の活性化に役立ててほしいと提案してきた。大内が映画館をやることが夢だったと聞いていたカミスガプロジェクト代表兼カミスガフィルムクリエイトのプロデューサーだった菊池一俊は「あまや」の建物を改装して建てることを提案。同店の社長も映画好きなこともあり、話は進展していったが、消防法や県の条例でスーパーマーケットを映画館に改装するのは困難だと判明。そのため、これまで制作した映画の興行収入とクラウドファンディングで集めた資金、さらに金融機関からの融資を受けて、あまやの駐車場の敷地に新たに建物を建築した。また、開館の際、椅子をニュー八王子シネマから譲り受けた。2017年（平成29年）10月14日にあまや座が開館した。
2020年（令和2年）4月11日に新型コロナウイルスの影響による県の要請で一時休館していたが、クラウドファンディングなどでの支援や県の休業要請解除などにより5月23日に再開した。

## 特色
大手シネマコンプレックスでは上映されないような、ミニシアター系の話題作や社会派の作品などを中心に上映している。
大林宣彦、塚本晋也、金子修介、黒沢清、山中瑶子、甲斐さやか、井上淳一、斎藤工、井浦新、永瀬正敏、佐野史郎、オダギリジョー、斉藤陽一郎、伊藤沙莉、羽田美智子、永作博美、磯山さやか、根矢涼香等の著名な映画監督や俳優、スタッフの舞台挨拶が月イチほどの頻度で開催され、壁一面にサイン色紙が飾られている。
かつては、観客の7割から8割が地元のシニア層だったが、近年は知名度が上がり若い観客も増えている。
劇場内に飲食物の持ち込みは可能だが、匂いの強いもの、ポップコーンやポテトチップなど音の出るものは持ち込み不可である。移動販売のハチバスが、あまや座前で時おり巡回販売している。